# Gottlieb Ringier
Pour les articles homonymes, voir Ringier.
Karl Albrecht Gottlieb Ringier, né le 8 décembre 1837 à Wasen im Emmental et mort le 7 janvier 1929 à Berne, est une personnalité politique suisse, membre du parti radical-démocratique et deuxième chancelier de la Confédération.

## Biographie
Après avoir passé sa jeunesse dans l'Emmental et effectué ses études à Aarau, il suit des études de droit aux universités de Bâle, de Munich et de Heidelberg mais renonce à passer son doctorat à la suite de la mort de son père en 1860. Il ouvre son étude d’avocat à Zofingue, est élu au Grand conseil en 1862, puis au Conseil des États de 1868 à 1877.
En 1872, il entre dans le cabinet d’avocats de son beau-père à Zofingen et préside le Conseil des États en 1875. Deux ans plus tard, il est blessé aux poumons lors d'une intervention comme sapeur-pompier et doit passer quatre années à se soigner et à suivre plusieurs cures en Corse et à Davos.
En 1881, il est élu au quatrième tour de scrutin comme chancelier de la Confédération en remplacement de Johann Ulrich Schiess. C'est la première fois, depuis la création de la Chancellerie fédérale que plusieurs tours sont nécessaires pour l'élection du chancelier.
Il conserve son poste pendant 28 ans, pendant lesquels il est reçu docteur honoris causa par l’Université de Bâle et nommé à la présidence de la fondation Schiller par le Conseil fédéral. Après son départ à la retraite en 1909, il devient membre de l'autorité de censure pendant la Première Guerre mondiale.

## Sources
- Chancellerie fédérale, « (Karl Albrecht) Gottlieb Ringier (chancelier de 1882 à 1909) » (consulté le 1er novembre 2007)

- (nl) Cet article est partiellement ou en totalité issu de l’article de Wikipédia en néerlandais intitulé « Gottlieb Ringier » (voir la liste des auteurs).